# Farmakognozja

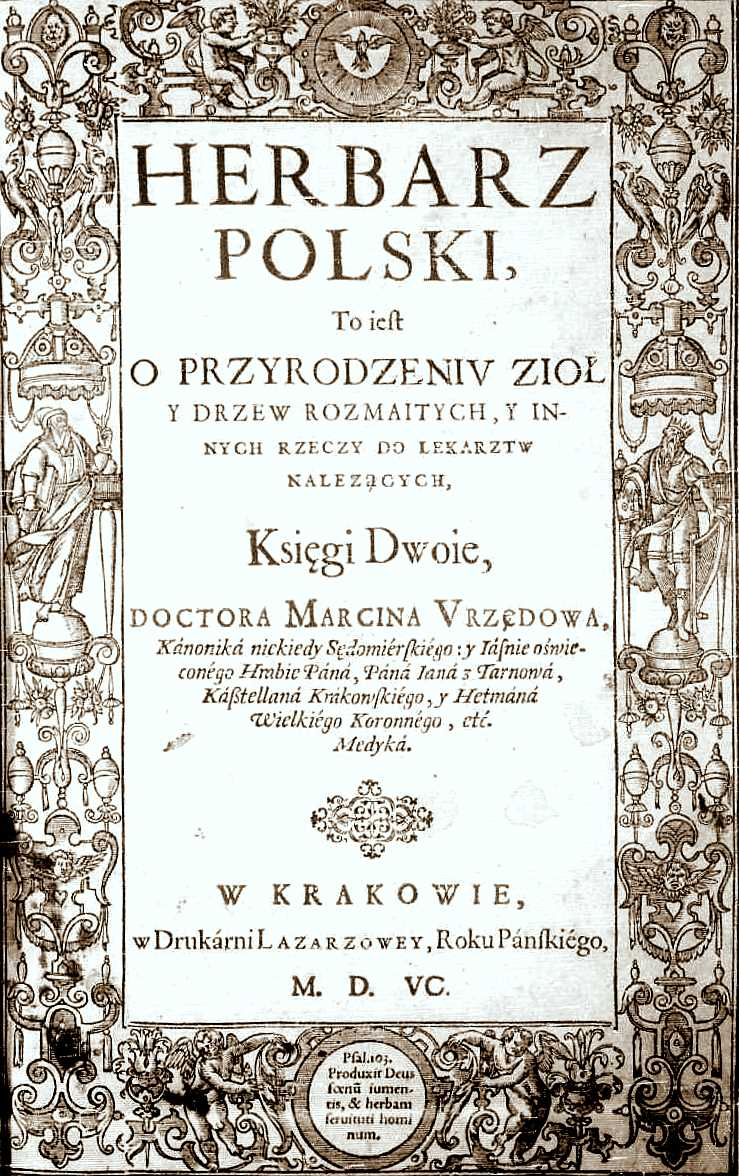
Okładka Herbarza Polskiego Marcina z Urzędowa, wydanie z 1595

Farmakognozja (gr. φάρμακον (pharmakon) – lek i γνῶσις (gnosis) – wiedza) – dział farmacji, nauka o substancjach pochodzenia naturalnego, które są wykorzystywane jako leki. 
W szczególności farmakognozja zajmuje się surowcami roślinnymi, ich anatomią, pochodzącymi z nich składnikami czynnymi, budową chemiczną tych składników, kierunkiem i mechanizmem ich działania na organizm człowieka oraz sposobem ich uzyskiwania, a także produkcją leków z tych surowców oraz praktycznym ich stosowaniem (leki ziołowe).
W zakresie zainteresowania tej nauki znajdują się przede wszystkim surowce pochodzenia roślinnego. Interesuje się ona jednak także niektórymi surowcami pochodzenia zwierzęcego, jak np. miód czy niektóre tłuszcze (np. tran), ale są to surowce bardzo nieliczne. Ogólnie mówiąc, farmakognozja odnosi się do takich substancji pochodzących z natury, których przetworzenie do postaci leków polega jedynie na prostym odseparowaniu składników czynnych od substancji balastowych, a nie zajmuje się syntezą leków, a więc nie zajmuje się substancjami chemicznymi w roślinach, które mogą służyć jako surowiec do produkcji innych związków chemicznych. Jednakże w polu widzenia farmakognozji znajduje się typowanie substancji chemicznych pochodzących z roślin, które mogą być wzorcem do syntezy związków chemicznych będących ich odpowiednikami.